# Anale Masturbation
Anale Masturbation bezeichnet Masturbation unter zusätzlichem oder alleinigem Einbezug des Afterbereichs (Anus), der eine spezifische erogene Zone darstellt. Dies kann etwa durch Stimulation mit einem Finger oder mit einem Sexspielzeug geschehen. Die Stimulation kann sowohl äußerlich als auch penetrativ erfolgen. 

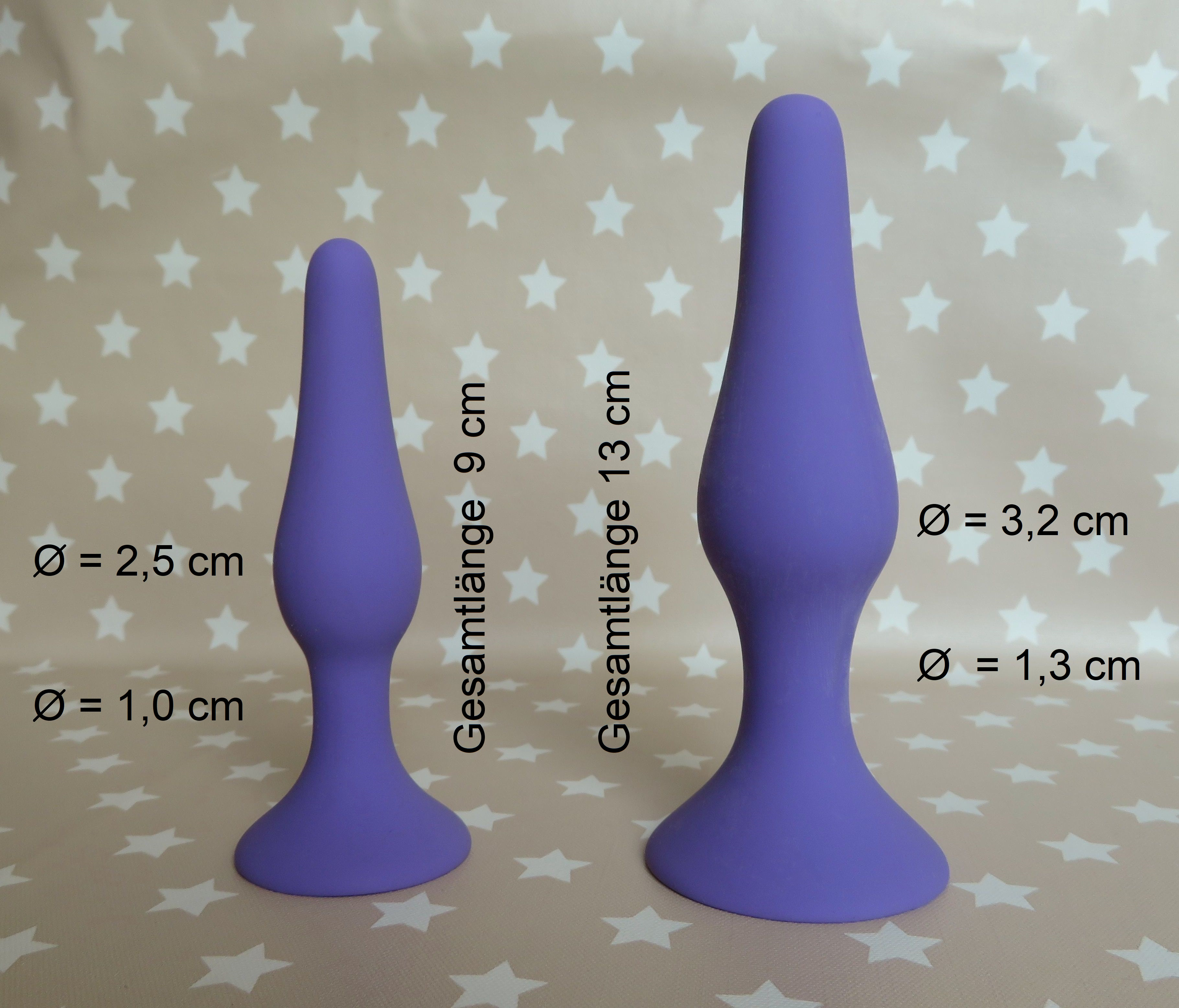
Weiche Butt-Plugs aus Silikon in verschiedenen Größen

## Allgemeines
In wesentlichen Aspekten gleicht die anale Masturbation dem Analverkehr mit Partner.

## Gesundheitliche Aspekte
Einige der analen Manipulationen sind potenziell gefährlich, da sie zu inneren körperlichen Schäden oder zur Einschleppung pathogener Organismen führen können (siehe auch Sexualhygiene). 
Durch autoerotische Handlungen besonders bei jungen Menschen hat die Inzidenz von Fremdkörpern im Rektum zugenommen. Fremdkörper im Rektum stellen einen proktologischen Notfall dar. Die meisten Patienten kommen nach vergeblichen Bemühungen, den Fremdkörper zu Hause zu entfernen, in die Notaufnahme.
Als Sexspielzeuge entwickelte Butt-Plugs haben eine Form, die das vollständige Hineinrutschen ins Rektum verhindert.